# Placopsidella rossi
Placopsidella rossi är en tvåvingeart som beskrevs av Canzoneri 1986. Placopsidella rossi ingår i släktet Placopsidella och familjen vattenflugor.
Artens utbredningsområde är Sierra Leone. Inga underarter finns listade i Catalogue of Life.